# Pterostichus molestus
Pterostichus molestus es una especie extinta de escarabajo terrestre del género Pterostichus, categorizada en la tribu Pterostichini, de la subfamilia Harpalinae. Fue descrita por Theobald en 1937.

## Distribución
Se distribuía por el distrito de Kleinkembs, en Alemania.